# 吕贝勒
吕贝勒（法語：Rubelles，法語發音：[ʁybɛl] ⓘ）是法国塞纳-马恩省的一个市镇，属于默伦区。

## 地理
吕贝勒（48°33'35"N, 2°40'49"E）面积3.91 平方千米，位于法国法蘭西島大區塞纳-马恩省，该省份为法国北部内陆省份，北起瓦兹省，西接埃松省、马恩河谷省、塞纳-圣但尼省和瓦兹河谷省，南至卢瓦雷省，东南接约讷省，东临马恩省和奥布省，东北接埃纳省。
与吕贝勒接壤的市镇（或旧市镇、城区）包括：雅尔河畔蒙特罗、曼西、默倫、瓦斯农。

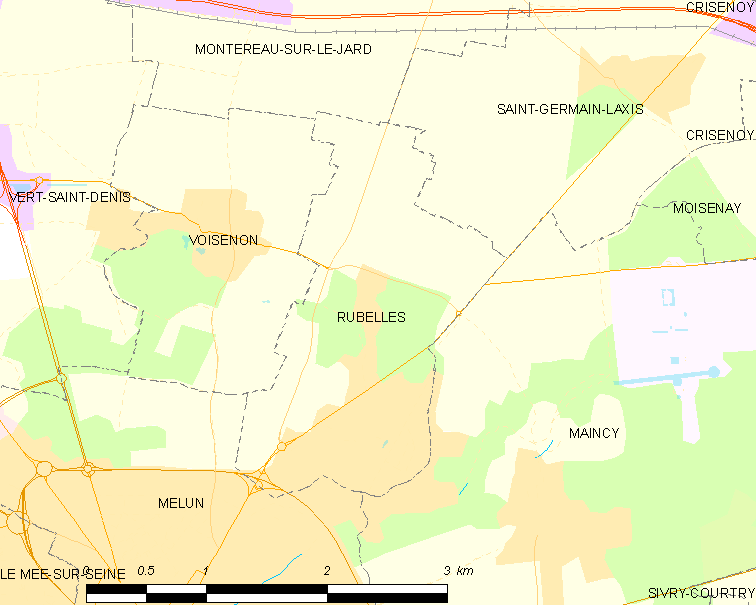
吕贝勒的OSM定位图

吕贝勒的时区为UTC+01:00、UTC+02:00（夏令时）。

## 行政
吕贝勒的邮政编码为77950，INSEE市镇编码为77394。

## 政治
吕贝勒所属的省级选区为默伦县。

## 人口

1962-2008年间吕贝勒人口变化图示

吕贝勒于2022年1月1日时的人口数量为3450人。